# Plešivec (Merklín)
Plešivec (německy Kaff) je zaniklá osada, která stávala na úbočí hory Plešivec v Krušných horách. Nacházela se v katastrálním území Lípa asi 2,5 kilometru severozápadně od Merklína. Zanikla vysídlením v polovině dvacátého století.

## Název
Vesnice se až do roku 1947 jmenovala Kaff. Název byl při založení vesnice v osmnáctém století odvozen nejspíše z německého příjmení Kaff (pleva) podle prvního usedlíka.

## Historie
První písemná zmínka o vsi pochází z roku 1726. Vesnice se dělila na tři části: Horní Kaff, Střední Kaff a Dolní Kaff. Patřila k ostrovskému panství a od roku 1850 byla osadou obce Lípa.
Obyvatelé se před druhou světovou válkou živili pastevectvím, domácí výrobou krajek a rukavic nebo pracovali v továrnách v Pstruží a v Merklíně. Po válce došlo k vysídlení obyvatel a osada zanikla.

## Přírodní poměry
Osada stávala na jižním úbočí Plešivce v nadmořské výšce 800–900 metrů. Území je součástí centrální části Krušných hor, konkrétně jejich podcelku Klínovecká hornatina a okrsku Jáchymovská hornatina.

## Obyvatelstvo
Při sčítání lidu v roce 1921 zde žilo 62 obyvatel (z toho 29 mužů) německé národnosti a římskokatolického vyznání. Podle sčítání lidu z roku 1930 měla vesnice 76 obyvatel: 75 Němců a jednoho cizince. Kromě dvou evangelíků byli římskými katolíky.
|           | 1869 | 1880 | 1890 | 1900 | 1910 | 1921 | 1930 | 1950 |
| --------- | ---- | ---- | ---- | ---- | ---- | ---- | ---- | ---- |
| Obyvatelé | 56   | 66   | 74   | 74   | 80   | 62   | 76   | 4    |
| Domy      | 10   | 12   | 12   | 13   | 13   | 13   | 13   | 13   |

## Doprava
V místech, kde osada stávala, vede žlutě značená turistická trasa z Merklína, s níž je souběžně značená naučná stezka Horská NS Merklín. V místech bývalého Středního Kaffu se nachází rozcestí se zeleně značenou trasou, která spojuje Merklín s vrcholem Plešivce.